# هسترف
هسترف (به فرانسوی: Hestroff) یک کمون در فرانسه است که در Canton of Bouzonville واقع شده‌است.

## خصوصیات
هسترف ۷٫۴۳ کیلومترمربع مساحت و ۴۱۰ نفر جمعیت دارد و ۲۱۰ متر بالاتر از سطح دریا واقع شده‌است.